# Чиказьке угруповання
Чиказьке угруповання (англ. Chicago Outfit, також відоме як Угруповання, Чиказька мафія, Чиказький клан, Чиказька злочинна сім'я, Банда Саут-Сайда або Організація) — італо-американська мафіозна злочинна сім'я, що базується в Чикаго, Іллінойс. Свій початок бере з району Саут-Сайд, Чикаго у 1910 році. Організація є частиною ширшої італо-американської мафії.
Угруповання досягло піку впливу в 1920-х роках під керівництвом Джонні Торріо та Аль Капоне. Цей період відзначався кривавими війнами між бандами за контроль над розподілом нелегального алкоголю під час Сухого закону. Після цього Чиказьке угруповання було залучене до широкого спектру злочинної діяльності, включаючи лихварство, нелегальні азартні ігри, проституцію, рекет, корупцію та вбивства. У 1931 році Капоне був засуджений за ухилення від сплати податків, а керівництво перейшло до Пола Рікки, який ділив владу з Тоні Аккардо з 1943 року до своєї смерті у 1972 році. Аккардо, після смерті Рікка, став єдиним лідером угруповання і залишався при владі до своєї смерті у 1992 році, ставши одним із найдовше правлячих босів мафії.
Хоча Чиказьке угруповання ніколи не мало монополії на організовану злочинність у Чикаго, воно тривалий час залишалося найбільшою, найвпливовішою та найжорстокішою кримінальною організацією в місті та загалом на Середньому Заході. На відміну від інших фракцій мафії, таких як П'ять сімей Нью-Йорка, Чиказьке угруповання завжди залишалося єдиною фракцією з моменту свого створення. На піку свого впливу воно поширювалося до Каліфорнії, Флориди та Невади, а сьогодні продовжує діяти у Чикаго, на Середньому Заході, в південній Флориді та Лас-Вегасі. Зростання уваги з боку правоохоронних органів та загальний спад призвели до поступового занепаду угруповання наприкінці XX століття, хоча воно все ще залишається одним із найбільших і найактивніших злочинних угруповань у регіоні.

## Історія

### Походження
Ранні роки організованої злочинності в Чикаго наприкінці XIX — на початку XX століття відзначалися поділом між різними вуличними бандами, які контролювали райони Саут-Сайд та Норт-Сайд, а також діяльністю угруповань Чорної руки в районі Маленької Італії. Згодом Чиказьке угруповання об'єднало вуличні банди, що контролювали такі райони, як Елмвуд-Парк, Мелроуз-Парк, Чикаго-Гайтс, Гранд-авеню та Чайна-таун.
Джеймс Колозімо посилив контроль на початку XX століття. Народжений у Калабрії, Італія, у 1878 році, він емігрував до Чикаго у 1895 році, де став відомим кримінальним діячем. До 1909 року, запросивши Джонні Торріо з Нью-Йорка до Чикаго, Колозімо досяг такого успіху, що почав зазіхати на сфери впливу угруповань Чорної руки. Колозімо також побудував глибокі політичні зв'язки, працюючи «дільничним капітаном» для впливових чиновників.

### Сухий закон і Джонні Торріо
З початком Сухого закону в 1920 році Джонні Торріо наполягав на тому, щоб угруповання зайнялося контрабандою алкоголю, але Колозімо категорично відмовився. Через що, у травні 1920 року був убитий у своєму ресторані. Убивство, ймовірно, виконав Френкі Єль за наказом Торріо.
Угруповання Торріо складалося переважно з етнічних італійців, але також могло включалти й членів інших національностей. Він також активно вербував амбітних злочинців із Нью-Йорка, таких як Аль Капоне. У 1919 році Капоне переїхав до Чикаго, де почав працювати вибивалою в клубі «Чотири двійки». До 1924 року його ділова хватка зробила його правою рукою Торріо.
1924 року мер міста Вільям Еммет Девер розпочав кампанію проти підпільного бізнесу, і Торріо перевів діяльність у передмістя Чикаго Сісеро, де зміг підкупити мера міста Джозефа Кенну. У квітні 1924 року під час муніципальних виборів угруповання використовувало насильство для забезпечення результату на свою користь, підтримуючи Кенну. Брат Капоне, Френк Капоне, був убитий поліцією під час виборчих зіткнень, але вибори все ж виграв протеже мафії.
Торріо прагнув уникати воєн між бандами, але вбивство Діна О'Беніона в листопаді 1924 року розпочало конфлікт із Бандою Норт-Сайда, очолюваною Хаймі Вайсом та Багсом Мораном.
На кінець 1924 року, угруповання Торріо-Капоне налічувало 300-400 осіб, в той час як Банда Норт-Сайда — 200.

### Пивні війни та Аль Капоне
На початку 1925 року банда Норт-Сайда почала низку атак у відповідь на вбивство Діна О'Беніона. У січні 1925 року автомобіль Аль Капоне був обстріляний, але його там не було. Дванадцять днів потому, 24 січня, Джонні Торріо повертався з дружиною з покупок, коли на нього було скоєно замах. Після одужання Торріо фактично вийшов з гри та передав контроль над угрупованням 26-річному Капоне. Сам Торріо переїхав до Нью-Йорка, де став радником нью-йоркської мафії та допомагав у створенні Комісії.
Під час пивних воєн загони охорони Капоне очолював Джек МакҐерн. У групу також входили Тоні Капезіо, Клод Меддокс, Сем Гант, Френк Ріо та інші. Найжорстокішими роками цих «пивних воєн» стали 1925–1926, коли було вбито 133 гангстери.
20 вересня 1926 року банда Норт-Сайда атакувала офіс Капоне в готелі «Готорн» у Сісеро, випустивши сотні куль, але Капоне залишився неушкодженим. Менш ніж через місяць, 11 жовтня, лідера Норт-Сайда Хаймі Вайса було застрелено з кулемета Томпсона перед Собором Святого Імені, ймовірно Джеком МакҐерном.
У 1928 році угруповання Капоне брало активну участь у виборах, під час яких Капоне пожертвував $200,000 на кампанію корумпованого мера Вільяма Гейла Томпсона. Потім він використовував своїх людей для залякування, нападів і підривів суперників Томпсона.
Бійня в день Святого Валентина 1929 року стала найвідомішою спробою Капоне ліквідувати Багса Морана, лідера банди Норт-Сайда. Четверо людей Капоне, двоє з яких були одягнені як поліцейські, увійшли на парковку компанії S.M.C. Cartage, де перебували семеро людей, пов'язаних із Мораном. Вони вишикували їх уздовж стіни, імітуючи поліцейський рейд, і розстріляли. Морану вдалося уникнути смерті, оскільки він випадково спізнився на зустріч.
У результаті Моран залишився останнім з перших членів Норт-Сайда, оскільки його попередники, Вінсент Друччі та Хаймі Вайс, були вбиті внаслідок насильства, що спалахнуло після вбивства Діна О'Беніона.
17 жовтня 1931 року Капоне був засуджений за ухилення від сплати податків і отримав 11 років ув'язнення, штраф у розмірі $50,000, $7,692 судових витрат і ще $215,000 із відсотками за несплачені податки. Помер 25 січня 1947 року від серцевої недостатності, спричиненої апоплексією.

### Від Нітті до Аккардо

#### 1930-ті – 1950-ті
У 1931 році керівник операцій Френк Нітті був засуджений за ухилення від сплати податків і отримав 18-місячний термін ув’язнення. Після звільнення 25 березня 1932 року Нітті зайняв місце нового боса Чиказького угруповання. Однак невдовзі стало відомо, що реальна влада належала його заступнику Полу Ріккі, який часто скасовував накази Нітті. Лідери Національного кримінального синдикату співпрацювали виключно з Ріккою, який керував Чиказьким угрупованням фактично або формально протягом наступних 40 років.
У наступному десятилітті угруповання розширило свою діяльність у сфері трудового рекету, азартних ігор і лихварства. Географічно їхній вплив поширився на Мілвокі, Медісон, Канзас-Сіті та особливо на Голлівуд та інші міста Каліфорнії, де вони шантажували профспілки, пов'язані з кіноіндустрією.
У 1943 році Чиказьке угруповання було викрито у вимаганні від Голлівуду. Рікка хотів, щоб Нітті взяв провину на себе, але Нітті, який страждав від клаустрофобії, вирішив покінчити життя самогубством, аніж знову опинитися у в'язниці. Рікка офіційно став босом, а Тоні Аккардо зайняв посаду його заступника, що започаткувало їхнє партнерство, яке тривало майже 30 років. Саме в цей період до угруповання почали входити члени банди Forty-Two, серед яких були Сем Джанкана, Сем ДеСтефано, Фелікс Альдерісіо та Фіоре Буччієрі.
Рікка був засуджений у 1943 році за свою участь у вимаганні від Голлівуду. Його засудили до 10 років ув'язнення разом із кількома іншими мафіозі, але завдяки політичним зв'язкам більшість із них були звільнені через три роки. Рікка, не маючи права контактувати з іншими мафіозі за умовами умовно-дострокового звільнення, номінально передав владу Аккардо, але залишався впливовою фігурою за лаштунками.

#### 1960-ті – 1990-ті
Під час виборів президента США 1960 року вважалося, що мафія, зокрема Чиказьке угруповання, сприяла обранню Джона Ф. Кеннеді. За чутками, Джозеф Патрік Кеннеді домовився з босом мафії Семом Джанканою, що в разі обрання адміністрація Кеннеді припинить переслідування мафії. Однак після виборів Кеннеді почав активно боротися з організованою злочинністю, що, за деякими теоріями, могло призвести до його убивства та вбивства Роберта Кеннеді.
Угруповання досягло вершини своєї могутності на початку 1960-х років. Тоні Аккардо використовував пенсійний фонд Teamsters для масштабного відмивання грошей через казино, які контролювало угруповання. У цьому йому допомагали Меєр Ланськи, Сідні Коршак і Джиммі Гоффа. Угруповання контролювало кілька казино в Лас-Вегасі, «знімаючи вершки» — мільйони доларів, що не потрапляли до офіційної звітності, протягом кількох десятиліть. Діяльність угруповання в Лас-Вегасі у 1970-х роках була зображена у фільмі Мартіна Скорсезе «Казино». У фільмі показано, як букмекер Френк Розенталь та мафіозі Ентоні Спілотро керували казино Stardust, Fremont, Marina та Hacienda від імені Джої Аюппи.
У 1970-х і 1980-х роках угруповання зазнало серйозних ударів через посилення роботи правоохоронних органів. Також зменшення доходів від букмекерства та нелегальних казино значно вплинуло на його фінанси. Паралельно тривала боротьба за контроль над автомобільним шахрайством і нелегальною порнографією, що супроводжувалося численними вбивствами.
У 1992 році Тоні Аккардо помер, залишивши Чиказьке угруповання без одного з найдовше правлячих босів. Перехід до наступного покоління відбувся відносно мирно, на відміну від часто кривавих змін лідерства в мафії Нью-Йорка.

### XXI століття
Інтенсивні розслідування правоохоронних органів і загальний спад діяльності призвели до поступового занепаду Чиказького угруповання з кінця XX століття.
25 квітня 2005 року Міністерство юстиції США розпочало операцію «Сімейні секрети», у результаті якої за Законом про організації, які займаються рекетом було висунуто звинувачення 14 членам і асоційованим особам угруповання. Серед них були Джозеф Ломбардо, Ніколас Калабрезе, Френк Калабрезе-старший і Джеймс Марчелло.
Перед загрозою довічного ув'язнення Ніколас Калабрезе став першим «посвяченим» членом Чиказького угруповання, який погодився співпрацювати зі слідством. Він надав свідчення щодо 14 вбивств, у яких брав участь особисто, та інформацію про 22 вбивства, здійснені протягом останніх 30 років.
Станом на 2007 рік, чисельність угруповання оцінювалася у 28 офіційних членів (які складали ядро організації) та понад 100 співучасників.
З 1996 по 2018 рік вважалося, що Чиказьке угруповання очолював Джон Діфронцо. Станом на 2021 рік лідером угруповання вважається Сальваторе Делаурентіс.

### Боси
| Ім'я та прізвисько(а)                                                             | Зображення | Термін | Термін  | Примітки                                                                                  |
| --------------------------------------------------------------------------------- | ---------- | ------ | ------- | ----------------------------------------------------------------------------------------- |
| Вінченцо «Джим» Колозімо Великий Джим, Діамантовий Джим                           |            | 1910   | 1920    | Убитий 11 травня 1920 року.                                                               |
| Джонні Торріо (Народився як Донато Торріо) Папа Джонні, Лис                       |            | 1920   | 1925    | Пішов у відставку в 1925 році після замаху.                                               |
| Альфонс «Аль» Капоне Аль Браун, Лице зі шрамом, Сноркі                            |            | 1925   | 1931    | Засуджений за ухилення від сплати податків у 1931 році.                                   |
| Френк Нітті (Народився як Франческо Нітто) Екзекутор                              |            | 1931   | 1943    | Покінчив життя самогубством у 1943 році.                                                  |
| Пол Рікка (Народився як Феліче Делюсія) Офіціант                                  |            | 1943   | 1947    | Засуджений за вимагання у 1943 році; пішов у відставку у 1947 році.                       |
| Ентоні «Тоні» Аккардо (Народився як Антоніно Аккардо) Джо Баттерс, Великий Тунець |            | 1947   | 1957    | Відійшов у тінь у 1957 році, став «тіньовим керівником» мафії.                            |
| Сальваторе «Сем» Джанкана (Народився як Джілормо Джангана) Муні, Мо, Момо         |            | 1957   | 1966    | Втік до Мексики, щоб уникнути ув'язнення у 1966 році; усунутий Ріккою та Аккардо.         |
| Сем Батталья (Народився як Сальваторе Батталья) Тітс                              |            | 1966   | 1967    | Засуджений за порушення акту Хоббса у 1967 році.                                          |
| Фелікс Альдерісіо Мілуокі Філ                                                     |            | 1967   | 1971    | Засуджений за вимагання у 1967–1969 роках, помер у 1971 році.                             |
| Джозеф Айуппа Джої Голубка, Джої О'Браєн                                          |            | 1971   | 1986    | Засуджений за фінансові махінації у 1986 році.                                            |
| Самуель Карлізі Сем Крила, Чорний Сем                                             |            | 1986   | 1996    | Засуджений за рекет у 1993–1994 роках, помер у 1997 році.                                 |
| Джон Монтелеоне Джонні Ейпс                                                       |            | 1997   | 2001    | Колишній капореджиме 26-ї Стріт/Чайна-таун до призначення босом. Помер у січні 2001 року. |
| Джеймс Марчелло Маленький Джиммі, Джиммі Лайт, Джиммі Мужик                       |            | 2001   | 2006    | Засуджений у 2007 році, довічне ув'язнення у 2009 році.                                   |
| Майкл Сарно Товстий Майк                                                          |            | 2006   | 2010    | Засуджений у 2010 році, отримав 25 років у 2012 році.                                     |
| Сальваторе Делорентіс Соллі Д                                                     |            | 2010   | дотепер |                                                                                           |

## У популярній культурі
Чиказьке угруповання довгий час було популярним об'єктом зображення у фільмах та на телебаченні.[джерело?]

### Фільми
- Маленький Цезар (1931)
- Обличчя зі шрамом (1932)
- Чиказький синдикат (1955)
- Моб Обличчя зі шрамом (телефільм, 1959)
- Аль Капоне (1959)
- Бійня в День святого Валентина (1967)
- Вистріл в притул (1967)
- Булліт (1968)
- Команда (1973)
- Капоне (1975)
- Злодій (1981)
- Нечесна угода (1986)
- Недоторканні (1987)
- Встигнути до опівночі (1988)
- Найближчий родич (1989)
- Фірма (1993)
- Казино (1995)
- Розплата (1999)
- Проклятий шлях (2002)
- Джонні Д. (2009)
- Чиказькі похорони (2009)
- Земля гангстерів (2017)
- Капоне (2020)
- Костюм (2022)

### Телебачення
- Недоторканні (1959–1963)
- ФБР (1965–1974)
- Кримінальні історії (1986–1988)
- Недоторканні (1993–1994)
- Щуряча зграя (1998)
- Втеча з в'язниці (2005–2009)
- Влада закону (2011)
- Фірма (2012)
- Доктор мафії (2012–2013)
- Підпільна імперія (2010–2014)

### Аніме
- 91 Days (з 2016)
- Baccano! (2007)

### Книги
- Скотт, Сабріна Остін. Дівчина з лимонного дерева: історія мафії. Amazon, 2022. ISBN 979-8985541403

### Ігри
- Empire of Sin (2020)

### Загальні джерела
- Джон Біндер (2003). Чиказьке угруповання. Arcadia Publishing. ISBN 0-7385-2326-7.
- Роберт Кулі (2004). Коли корупція була королем: Як я допоміг мафії правити Чикаго, а потім зруйнував Чиказьке угруповання. Hachette Books. ISBN 0-7867-1583-9.
- Вілл Кулі (2017). «Організована злочинність епохи Джима Кроу: Чорна підпільна економіка Чикаго у XX столітті», у Будуючи чорний мегаполіс: Підприємництво афроамериканців у Чикаго, редактори Роберт Вімс і Джейсон Чамберс. Урбана: Видавництво Університету Іллінойсу, с. 147–170. ISBN 978-0252082948.
- Марк Ломбарді; Роберт Карлтон Річардс & Джудіт Річардс Гоббс (2003). Марк Ломбарді: Глобальні мережі. Independent Curators. ISBN 0-916365-67-0. (Опубліковано для мандрівної виставки робіт Ломбарді Марк Ломбарді: Глобальні мережі).
- Джон Метью Нолан. 2543 дні: Історія готелю біля Гранд-Рапідс Дам на річці Вабаш.
- Гас Руссо (2002). Чиказьке угруповання: Роль підпільного світу Чикаго у формуванні сучасної Америки. Bloomsbury USA. ISBN 1-58234-279-2.
- Тере Тереба (2012). Міккі Коен: життя та злочини найвідомішого мафіозі Лос-Анджелеса. Торонто, Онтаріо: ECW Press. ISBN 978-1-4596-5049-7. OCLC 1016454937.